# Aeshna nigroflava
Aeshna nigroflava är en trollsländeart som beskrevs av Martin 1908. Aeshna nigroflava ingår i släktet mosaiktrollsländor, och familjen mosaiktrollsländor. Inga underarter finns listade i Catalogue of Life.